# Ямпольский, Борис Яковлевич
Бори́с Я́ковлевич Ямпо́льский (21 июня 1921 — 12 февраля 2000, Санкт-Петербург) — русский прозаик, автор мемуаров, романист, диссидент.

## Биография
Детство провёл в Астрахани, учился в средней школе № 12 в Саратове.
17 апреля 1941 г. арестован, 16 июня осуждён на 10 лет как руководитель антисоветской группы (статья 58-10, 58-11), в составе которой перечислялись саратовские школьники средней школы № 12: Н. М. Пражин, В. В. Сухарев, студенты: В. П. Беспрозванный, Б. И. Дмитриев, А. Я. Левиновский, А. П. Лехер, К. А. Стрижибиков, Н. А. Цицин и преподаватели: Ю. В. Забавников, П. П. Виноградов, В. С. Савичев. Отправлен в Богословлаг.
Из материалов дела
:
декламировал порнографические стихи Есенина <...> читал упаднические стихи Блока <...> повсюду читал стихи в духе Пушкина «Товарищ, верь: взойдет она, Звезда пленительного счастья».
После освобождения в 1951 жил на поселении в Карпинске, затем в Ярославле, где работал художником-реставратором. В мае 1961 вернулся в Саратов, где работал художником-оформителем в кинотеатре «Победа». В 1962 году был реабилитирован.
К этому периоду относится написание сборника из 58 рассказов «58» (по номеру уголовной статьи «за контрреволюционную деятельность»). Рассказы, посвящённые лагерной тематике, судя по косвенным признакам, не слишком походили на образцы жанра:

Нас остановили — «пропустите сани». А в санях я увидел его. Среди трупов, которые конвоиры протыкали штыком, все три ряда сложенных трупов. <…> Чтобы убедиться, что там нет притворившихся. А тут, на вахте, стоит оркестр и играет «Тореадор, смелее в бой…».

В 1969 г. Ямпольский попытался напечатать отрывки в журнале «Новый мир», однако получил ответ, что «эта тема пока закрыта».
В начале 1960-х Ямпольский знакомится с Б. А. Слуцким, становится пропагандистом его поэзии в Саратове и готовит машинописное собрание избранных стихотворений Слуцкого, включавшее и неопубликованные произведения. Слуцкий посвящает ему стихотворение «Я слишком знаменитым не бывал...», где упоминает о самоиздатовском сборнике Ямольского: «В двух городах лишь — в Праге и Саратове <...> где почитатели меня издали». В 2017 собрание было издано.
Весной 1971 в Саратове было развернуто громкое дело о распространении самиздата, в рамках которого прошли допросы и обыски у М.Белокрыса, Ю. Л. Болдырева, А. И. Катца, В. М. Селезнева, C. В. Штерна и Б.Штерна, И.Шварца, З.Зердиной, В.Стрельникова, Я.Бурштыновича, В.Нульмана, В.Перельмана, Н. К. Кахцазовой. Кахцазова, после изъятия у неё самиздата, покончила с собой и, как предполагается, поэтому делу не был дан ход и никто из распространявших политический самиздат не был арестован.
Тем не менее в саратовской газете «Коммунист» была напечатана обличительная статья заместителя редактора В. И. Пролеткина о «самиздатчиках», которые:
стали <...> распространять<...> мемуарные и литературные произведения антисоветского содержания, а некоторые из них — порнографию. <...> Для пополнения своих запасов «самиздатчики»<...> отправляются в длительные вояжи по стране. Они пытаются найти себе подобных и выпросить у них антисоветские книжонки<...> Б.Ямпольский, Ю.Болдырев, А.Катц, М.Белокрыс <...>лихорадочно перепечатывают рукописные литературные произведения, в которых возводится клевета на образ жизни. <...> Каждый том аккуратно оформляется: переплет, титульный лист.
Между обысками Ямпольский прячет рукопись своего романа в подвале. После дела он переезжает в Петрозаводск, где готовит в 1975 свою редакцию последней книги Ю.Олеши «Ни дня без строчки». В 1977 переехал в Ленинград, работал дежурным электромонтёром на лифтах.
Когда повеяло гласностью, что называется, без дураков, я приехал за рукописью — а ее, к ужасу моему, на том месте не оказалось. После уличной встречи с одним из следователей КГБ мне стало понятно, что он знает рукопись, читал ее, и что, значит, она — у них.
В 1998 г. Ямпольский выпустил первую книгу «Избранные минуты жизни». В 2000 скончался. Похоронен на Большеохтинском кладбище Санкт-Петербурга.
Местонахождение изъятой КГБ рукописи романа Ямпольского неизвестно до сих пор.

## Публикации
- «Вольный сын эфира» // Звезда. — 1992. — № 9. — С. 104—111.
- Избранные минуты жизни шестидесятника // Нева. — 1997. — № 10. — С. 159—173.
- Избранные минуты жизни. Проза последних лет. — СПб.: Акрополь, 1998. — ISBN 5-86585-047-4. Архивная копия от 12 января 2019 на Wayback Machine
- Воспитанник Хвалынского детдома…: [Фрагмент из кн. «Избранные минуты жизни» о Ю. Л. Болдыреве] // Борис Слуцкий: воспоминания современников: Сборник. — СПб.: Нева, 2005. — С. 554.
- Олеша Ю. К. Прощание с миром: из груды папок / Сост. Б. Я. Ямпольский. Вступ. ст. Д. Я. Калугина. — СПб.: Гуманитарная Академия, 2013. — 256 с. — ISBN 978-5-93762-103-0.
- Слуцкий Б. А. Стихи / Сост. Б. Я. Ямпольский. Вступ. ст. и комментарий Н. Л. Елисеева. — СПб.: Пушкинский фонд, 2017. — 320 с. — ISBN 978-5-89803-256-2.
- «Мой странный друг, мой друг бесценный»:  Переписка Б. Я. Ямпольского с Н. Н. Шубиной с 8 февраля по 1 апреля 1969 года // Знамя. — 2021. — № 10.